# Пастафарианство
Пастафарианството или пастафарианизъм (на английски: Pastafarianism), с пълно име Църква на Летящото спагетено чудовище (Church of the Flying Spaghetti Monster), е пародийна религия, създадена от физика Боби Хендерсън през 2005 г.
Сътворена е в знак на протест срещу решението на образователния департамент в щата Канзас да се изучава интелигентен дизайн като алтернатива на теорията на еволюцията. В открито писмо на своя сайт Хендерсън описва вяра в Летящото спагетено чудовище – свръхестествен създател, приличащ на паста.
Принципите на пастафарианството са описани в Евангелието на Летящото спагетено чудовище, публикувано на сайта на пастафарианската църква през 2006 г.

## История
През януари 2005 г. студентът от Орегонсия университет Боби Хендерсън се обявява срещу изучаването на интелигентен дизайн наравно с еволюцията. Хендерсън отправя открито писмо до щатския съвет на Канзас. След като не получава отговори от съвета, студентът публикува писмото на своя сайт. Впоследствие пастафарианството се превръща в интернет феномен, като отвореното писмо е прочетено милиони пъти в мрежата. Самият Хендерсън получава множество реакции и коментари.
Сатиричният характер на пастафарианството популяризира Летящото спагетено чудовище в блогове и сайтове, посветени на интернет културата. Откритото писмо на Хендерсън е отразено в световния печат. Самият физик заявява, че е написал писмото за забавление.
Известен случай, свързан с пастафарианството, е снимката на шофьорската книжка на австриеца Нико Алм, където той е с гевгир на главата. Гевгирът е част от „традиционното облекло“ на пастафарианците.

## Убеждения
През 2006 г. в Евангелието на Летящото спагетено чудовище са описани принципите на пастафарианството, осмиващи креационизма.
Пародия на десетте Божи заповеди са осемте „по-добре да не го правиш“, включващи аспекти от живота от сексуалното поведение до храненето. Пастафарианците не могат да се занимават със социална медицина. Според пастафарианството, Летящото спагетено чудовище дава осемте „по-добре да не го правиш“ на пирата Мосей. В началото те са били десет, но Мосей е изгубил две по пътя от планината Салса.
Създаването на света възниква, след като Спагетеното чудовище е сътворило Вселената след „силно алкохолно опиянение“. Всички доказателства за еволюцията също са дело на Спагетеното чудовище, за да изпитат вярата на хората в него.
Пастафарианският рай представлява бирен вулкан със стриптийз бар, докато адът е описан като море от вкиснала бира.

## България
В България функционира Българска пастафарианска църква. През юли 2016 г. се провежда първата българска и втората в света пастафарианска сватба. Също през 2016 г. Българската пастафарианска църква подава искане за съдебна регистрация по Закона за вероизповеданията, но съдът го отхвърля.